# Pippi Langstrump (sèrie de televisió)
Pippi Långstrump va ser una sèrie de televisió sueca de 1969 basada en les aventures de Pippi Långstrump, nena protagonista de les novel·les de l'escriptora sueca Astrid Lindgren. La sèrie es va rodar en 1968 i consta de tretze capítols, el primer d'ells es va emetre en la televisió sueca SVT 1 el 8 de febrer de 1969.
Tots els capítols de la sèrie estan rodats a Visby, a l'illa de Gotland (Suècia), l'illa més gran del mar Bàltic. La protagonista, Pippi Calcesllargues, és interpretada per l'actriu sueca Inger Nilsson, qui també canta el tema d'inici de la sèrie Här Kommer Pippi Långstrump. La sèrie va ser un èxit mundial i ha estat retransmesa en diferents cadenes de televisió.
La sèrie fou emesa en castellà el 1974 i la protagonista fou doblada per la catalana Maria Dolors Gispert. L'actriu protagonista també fou guardonada amb un TP d'Or 1974. La sèrie no es va doblar al català fins al 14 d'abril de 2025, que fou emesa a betevé.

## Repartiment
| Personatge                           | Actor original   | Actor de doblatge en català |
| ------------------------------------ | ---------------- | --------------------------- |
| Pippi Langstrump                     | Inger Nilsson    | Carme Ambrós                |
| Annika Settergren                    | Maria Persson    | Anna Maria Camps            |
| Tommy Settergren                     | Tommy Settergren | Tatiana Supervia            |
| Senyoreta Prysselius                 | Margot Trooger   | Mariona Bosch               |
| Kling                                | Ulf G. Johnsson  | Daniel Albiac               |
| Klang                                | Göthe Grefbo     | Toni Astigarraga            |
| Dunder-Karlsson                      | Hans Clarin      | Óscar Muñoz                 |
| Blom                                 | Paul Esser       | Iván Cánovas                |
| Senyora Settergren                   | Öllegård Wellton | Maria Romeu                 |
| Senyor Settergren                    | Fredrik Ohlsson  | Àlex de Porrata             |
| Efraim Langstrump (pare de la Pippi) | Beppe Wolgers    | Jordi Salas                 |

## Episodis
| Núm. | Títol                                                                              | Data d'emissió original | Data d'emissió en català |
| ---- | ---------------------------------------------------------------------------------- | ----------------------- | ------------------------ |
| 1    | «La Pippi s'instal·la a la Vil·la Coloraina» (Pippi flyttar in i Villa Villekulla) | 8 de febrer de 1969     | 14 d'abril de 2025       |
| 2    | «La Pippi se'n va de compres» (Pippi går i affärer)                                | 15 de febrer de 1969    | 15 d'abril de 2025       |
| 3    | «La Pippi se'n va de festa» (Pippi är sakletare och går på kalas)                  | 22 de febrer de 1969    | 16 d'abril de 2025       |
| 4    | «La Pippi se'n va d'excursió» (Pippi ordnar en utflykt)                            | 1 de març de 1969       | 17 d'abril de 2025       |
| 5    | «La Pippi rep una visita molt estranya» (Pippi får besök av tjuvar)                | 8 de març de 1969       | 18 d'abril de 2025       |
| 6    | «La Pippi va al parc d’atraccions» (Pippi går på tivoli)                           | 15 de març de 1969      | 19 d'abril de 2025       |
| 7    | «La Pippi i les primeres neus» (Pippi i den första snön)                           | 22 de març de 1969      | 19 d'abril de 2025       |
| 8    | «El Nadal de la Pippi» (Pippis jul)                                                | 29 de març de 1969      | 20 d'abril de 2025       |
| 9    | «La Pippi i l'Spunk» (Pippi hittar en spunk)                                       | 5 d'abril de 1969       | 21 d'abril de 2025       |
| 10   | «La Pippi va en globus» (Pippis ballongfärd)                                       | 12 d'abril de 1969      | 26 d'abril de 2025       |
| 11   | «La Pippi va a una illa solitària» (Pippi är skeppsbruten)                         | 19 d'abril de 1969      | 27 d'abril de 2025       |
| 12   | «La Pippi se'n va de la Vil·la Coloraina» (Pippi håller avskedskalas)              | 26 d'abril de 1969      | 1 de maig de 2025        |
| 13   | «La Pippi embarca a l'Esvalot» (Pippi går ombord)                                  | 3 de maig de 1969       | 3 de maig de 2025        |

A la versió alemanya de la sèrie emesa a la cadena Das Erste (la qual s'ha distribuït a tots els països fora de Suècia) s'hi van afegir 8 episodis addicionals, els quals són una divisió dels dos llargmetratges originals, en quatre parts cadascun. També s'hi van afegir moltes imatges descartades que no s'havien vist ni tan sols a Suècia per ajustar-ne la durada.
| Núm. | Títol                                                                             | Data d'emissió original | Data d'emissió en català |
| ---- | --------------------------------------------------------------------------------- | ----------------------- | ------------------------ |
| 1    | «La Pippi i els pirates (1a part)» (Pippi Langstrumpf und die Seeräuber – Teil 1) | 6 de febrer de 1972     | 4 de maig de 2025        |
| 2    | «La Pippi i els pirates (2a part)» (Pippi Langstrumpf und die Seeräuber – Teil 2) | 13 de febrer de 1972    | Sense anunciar           |
| 3    | «La Pippi i els pirates (3a part)» (Pippi Langstrumpf und die Seeräuber – Teil 3) | 20 de febrer de 1972    | Sense anunciar           |
| 4    | «La Pippi i els pirates (4a part)» (Pippi Langstrumpf und die Seeräuber – Teil 4) | 27 de febrer de 1972    | Sense anunciar           |
| 5    | (Mit Pippi Langstrumpf auf der Walz – Teil 1)                                     | 5 de març de 1972       | Sense anunciar           |
| 6    | (Mit Pippi Langstrumpf auf der Walz – Teil 2)                                     | 12 de març de 1972      | Sense anunciar           |
| 7    | (Mit Pippi Langstrumpf auf der Walz – Teil 3)                                     | 19 de març de 1972      | Sense anunciar           |
| 8    | (Mit Pippi Langstrumpf auf der Walz – Teil 4)                                     | 26 de març de 1972      | Sense anunciar           |